# Juliette Nothomb
Pour les autres membres de la famille, voir Famille Nothomb.
Juliette Nothomb, née le 27 octobre 1963 à Léopoldville (République démocratique du Congo), aujourd'hui Kinshasa, est une auteure belge de romans pour enfants, chroniqueuse littéraire et culinaire aux magazines belges Le Vif/L'Express Weekend et Télépro.

## Biographie
Juliette Nothomb est la sœur aînée très proche de la romancière Amélie Nothomb,. 